# Luis Peirano

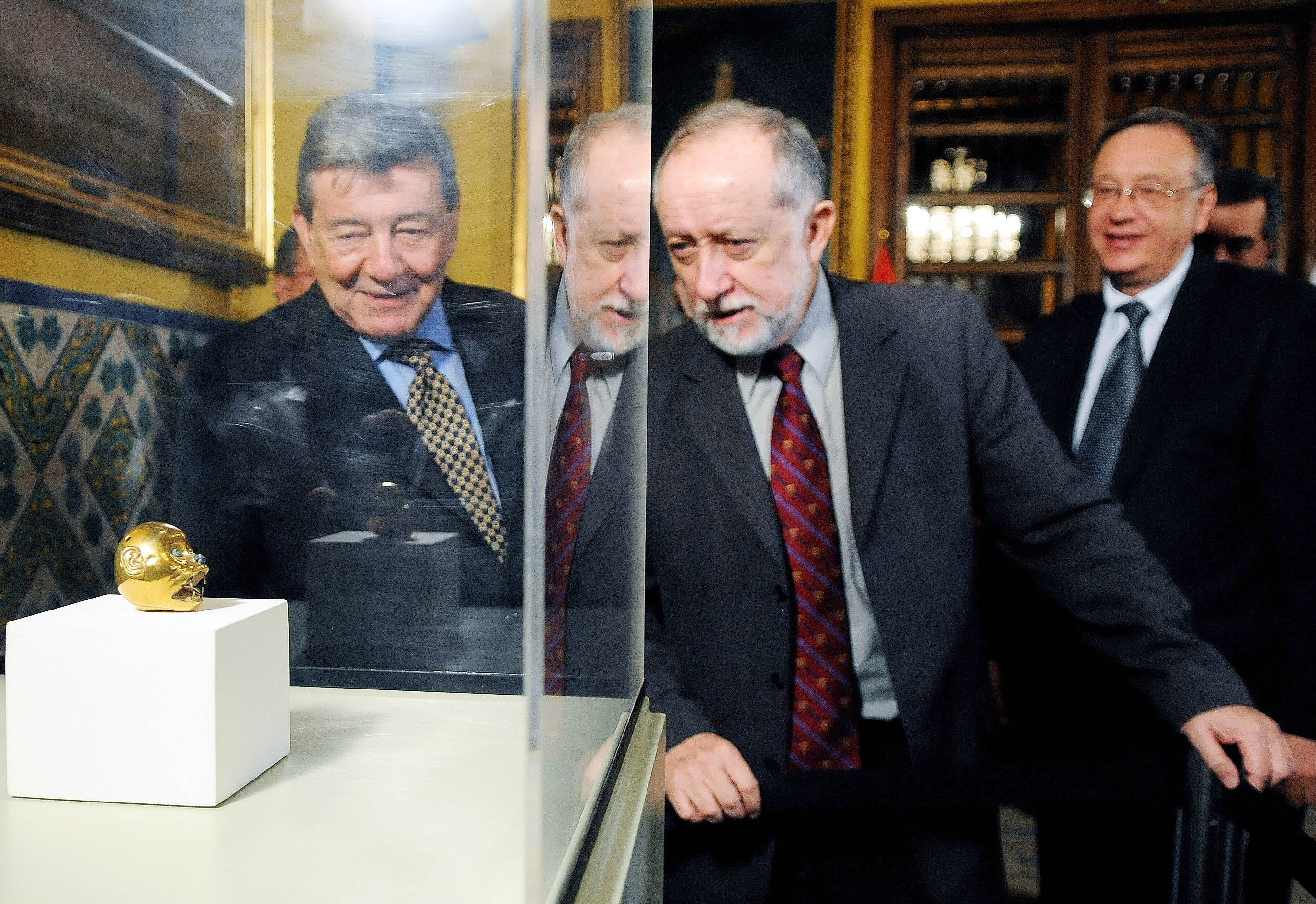
Le Chancelier Rafael Roncagliolo a remis au Ministre de la Culture, Luis Peirano, la pièce d'origine Moche « Tête de Singe », restituée au Pérou par le Musée d'Histoire « Palais des Gouverneurs » de Santa Fe, Nouveau-Mexique, États-Unis.

Luis Alberto Peirano Falconí, né le 12 octobre 1946 à Lima, est docteur en lettres, journaliste, metteur en scène, homme politique et professeur péruvien. Il a été ministre de la Culture du Pérou du 11 décembre 2011 au 24 juillet 2013.

## Biographie
Luis Peirano Falconí est titulaire d'un doctorat en sciences humaines, d'une licence en sociologie et d'un baccalauréat en sciences sociales de l'université pontificale catholique du Pérou, spécialiste des médias et directeur de théâtre renommé. Elle est titulaire d'une maîtrise ès arts de l'université du Wisconsin à Madison, aux États-Unis.
Peirano a consacré une partie de sa carrière professionnelle à l'enseignement, après avoir été fondateur, président et premier doyen de la Faculté des Sciences et des Arts de la Communication du PUCP, de 1998 à 2008, diffusant des connaissances dans d'autres universités au Pérou et à l'étranger. Il a été membre du Comité consultatif spécial Ad Honorem sur l'organisation et le développement des théâtres et des musées à Lima par la Municipalité Métropolitaine de Lima en 2011 et est membre honoraire à vie du Sindicato de Artistas Intérpretes del Perú.
Sa vaste expérience dans le domaine de la gestion du développement culturel est parvenue au Comité technique de la culture de l'UNESCO, où il a travaillé entre 2004 et 2005; au Conseil consultatif de la télévision plurielle également en 2004, ainsi qu' à la Commission nationale de la culture. Il convient de noter les travaux de Peirano Falconí au Tribunal d'éthique du Conseil de la presse péruvienne, à l'Institut hémisphérique d'études sur la performance et les politiques de l'Université de New York (NYU) et au Center for Development Studies and Promotion.
Le 11 décembre 2011, avec le départ du cabinet Lerner, il a pris le poste de Ministre de la Culture en remplacement de Susana Baca.